# Дакіні

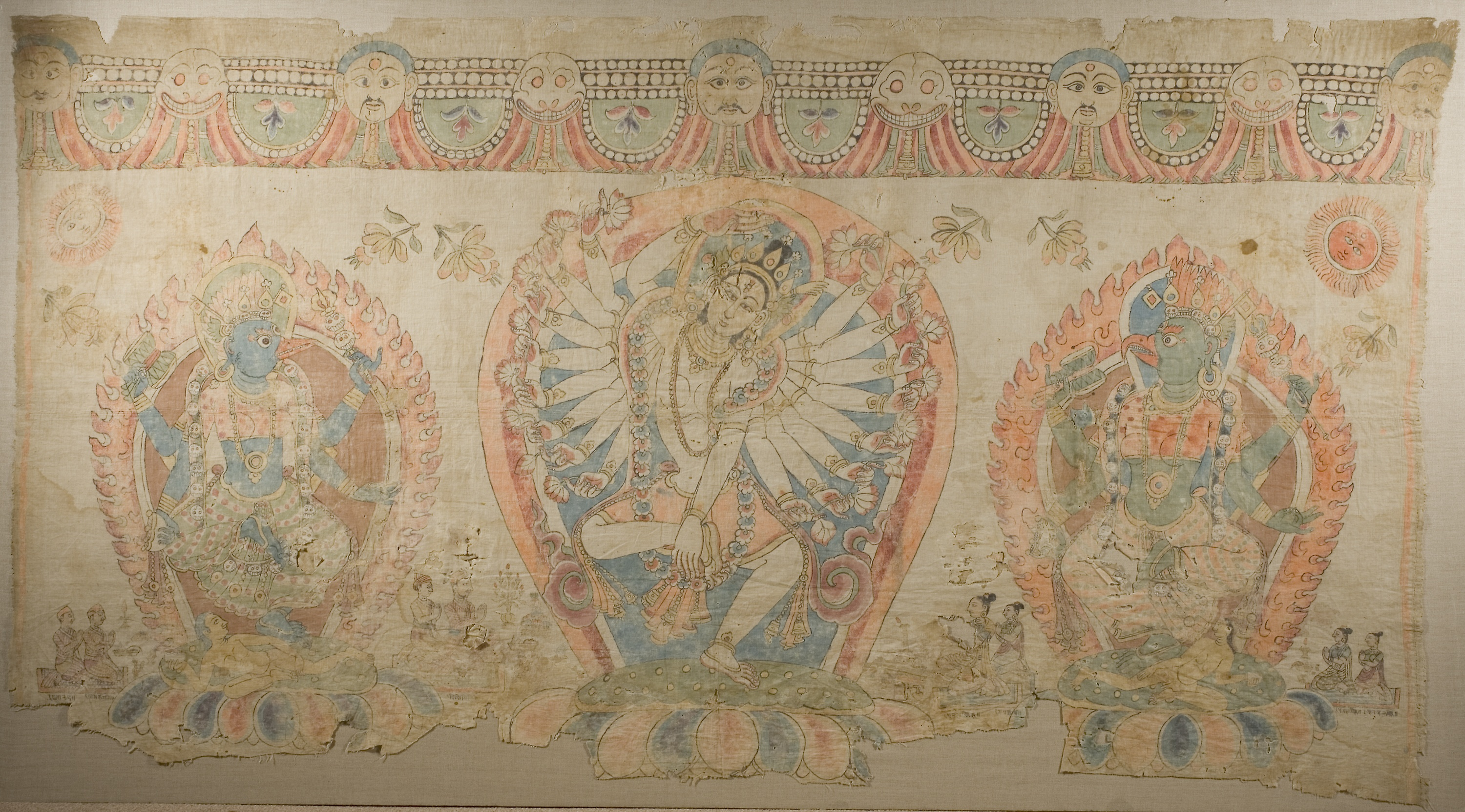
Тантричний Прапор Танцююча Богиня з дакіні — 1984.1503 — Інститут мистецтв Чикаго (автор невідомий).

Дакіні (санскр. डाकिनी, ḍākinī IAST; тиб. mkha 'gro [кхаґро]; монг. дагина; кит.: 空行母) — у кашмірському шиваїзмі і тантричному буддизмі — жіночі духи, носії таємних знань та вчень. Значення слова має кілька варіантів тлумачення. Припускають, що воно походить від кореня ДІ, «літати», термін часто перекладають як «небесні танцівниці».

## Функції

### Індуїзм
У традиційній індуїстській міфології дакіні — демонічні істоти жіночої статі, що скаладають шану богині Калі, найчастіше поїдають тіло. Це злісні і шкідливі духи жіночої статі, які п'ють кров немовлят, насилають на людей божевілля, псують худобу і завдають безліч лих. Вони називаються також ашрапами (кровопивці) і являють собою одну з ланок особливої міфологічної ієрархії кровожерливих богинь, шанованих шиваїтами. Дакіні присвячували людей в таємниці Дгарми. Їх зображували у досить непривабливому вигляді, що було пов'язано з їх лютим неприйняттям людського прагнення подовжити існування у сансарі.

### Буддизму Ваджраяни
У навчаннях буддійських тантричних шкіл дакіні — супутниці божеств-ідамів (Найратмья, Курукулла, Ваджрайогиня, Ваджравараха, Сімхамукха і т. д.). Попри свій найчастіше гнівний або потворний вигляд, вважаються втіленням жіночого начала і шануються як захисниці, що прагнуть до Пробудження, є носіями вищого знання. Вони також є одним з трьох коренів у тантричному буддизмі, тобто для практика ваджраяни вони виступають об'єктом притулку. Література Ваджраяни містить безліч легенд про те, як дакіні посвячували буддійських жінок-йогів (йогіні, योगिनियाँ) у невідомі раніше вчення.
У народному релігійному культі Тибету дакіні ототожнені з богинями добуддійського пантеону; наприклад, в Ладакху досі[коли?] існує звичай запрошувати на весілля 500 тисяч дакіні, які, за повір'ям, приносять щастя молодятам. Зазвичай дакіні зображуються у вигляді прекрасних оголених жінок або потворних старих жінок, а також жінок із головами тварин. Атрибути дакіні — жезл кхатванга, дигуг і капала. Вони носять корону і намисто з черепів, їхні тіла вкриті незліченним намистом з людських кісток.
Основний тип легенд, де фігурують дакіні — це розповіді про те, що той, хто медитує самітником, потребує дакіні[незрозуміло], і вони відкривають йому суть духовних практик. Так, наприклад, Наро-дакіні пов'язана з Магасіддгою Наропою, який отримав від неї духовні знання і створив ритуал її вшанування — «Садгана Наро Кхечарі». Вважається, що віряни, які успішно займаються її практикою і співають їй закликання і мантри, можуть запобігти війні, хворобам, нещастю і голоду, а також здатні подолати всілякі ворожі сили.

Покинувши мирське життя, Наропа отримав посвячення від настоятеля Буддгасарани і потім здійснив подорож до Наланди, величезного монастирського університету в Біхарі, де вивчав чіттаматру і філософію мадг'яміки. З часом він досяг положення видатного вченого в Наланді, ставши в кінцевому підсумку одним з чотирьох «стражників» чотирьох воріт цього закладу. В той час він був відомий як Абгаякірті (санскр. Abhayakīrti, літер. «Слава Безстрашності»).
І в цей момент за допомогою благословення дакіні в Наропу вселилось бажання залишити монастир. Одного разу, коли він читав книгу, перед ним упала тінь, і, піднявши погляд, Наропа побачив перед собою огидну стару. Коли відьма запитала, що він читає, він відповів, що читає сутру і тантру. Тоді стара спитала, чи він розуміє істинне значення тексту, і Наропа відповів: «Я розумію слова і значення». Ця відповідь привела відьму до сказу, і вона, поза себе від роздратування, звинуватила його у брехні. Наропа був вимушений визнати справедливість цього звинувачення, в той же момент усвідомив, що ця жінка — дакіні. Тоді Наропа запитав її, хто ж знає справжнє значення, і та відповіла, що це знає тільки її брат Тілопи, і що саме він повинен стати гуру Наропи. Коли вона розтанула в повітрі, Наропа зрозумів, що у нього немає іншого виходу, крім як залишити Наланду і шукати Тілопу, під керівництвом якого він згодом домігся всіх вищих і звичайних реалізацій.

## Жінки-дакіні
У тантричній практиці Ваджраяни дакіні може називатися жінка-лама, що володіє ознаками дакіні при народженні, як в чернецтві, так і в світі. Кожна така жінка вважається земним втіленням дакіні. На початку XX століття дакині була оголошена дружина монгольського Богдо-хана, хатун Дондогдулам.
Існує також символічна мова дакіні, багато з виявлених тертонами раніше прихованих текстів практик написані саме нею.